# Elect (motorfiets)
Elect is een Italiaans historisch merk van motorfietsen.
De bedrijfsnaam was: Elect Motocicli Ladetto & Co., Turijn.
Elect bouwde motorfietsen met boxermotoren die door Giavanni Ladetto, Giovanni Ubertalli en Ernesto Cavalchini ontworpen waren. Zij waren ook de constructeurs van de indertijd zeer gewaardeerde LUCT-vliegtuigmotoren. 
De machines, die vanaf 1920 geproduceerd werden, hadden een dwarsgeplaatste 492cc-tweecilinderboxermotor met drie kleppen per cilinder. De versnellingsbak lag onder de achterste cilinder.
De cilinders waren van gietijzer, maar de carters van aluminium. De motoren hadden magneetontsteking en stalen kleppen. De chroomnikkelstalen krukas was uit één stuk gesmeed en het buitenliggende vliegwiel was van geperst staal. De machine had voor de in- en uitlaatkleppen aparte nokkenassen. Men gebruikte een buisframe met een geveerde voorvork en de aandrijving gebeurde met een chain-cum-belt drive. In de loop van jaren ontwikkelde men een eigen versnellingsbak en kwam er ook volledige kettingaandrijving. De voorvork, die eerst twee inwendige en twee uitwendige schroefveren had, kreeg een parallellogramvork met één centrale veer. De productie eindigde in 1923, mogelijk omdat Giovanni Ladetto toen samen met zijn broer Emilio het merk Ladetto opzette. 